# 1954 en photographie
| Années de la photographie : 1951 - 1952 - 1953 - 1954 - 1955 - 1956 - 1957    |
| Décennies de la photographie : 1920 - 1930 - 1940 - 1950 - 1960 - 1970 - 1980 |

Cet article présente les faits marquants de l'année 1954 en photographie.

## Événements
- Centenaire de la Société française de photographie.
- juin : Création du magazine de photographie mensuel japonais Camera Mainichi.
- 15 octobre : le photographe Jacques Henri Lartigue, Albert Plécy, rédacteur en chef de Point de vue Images du monde et le directeur de l'agence Rapho Raymond Grosset fondent en France l’association Gens d'images qui rassemble des personnalités faisant « œuvre créatrice dans le domaine de l’image ».
- Création  par le gouvernement britannique des Archives des photos de presse du Cameroun (Cameroon Press Photo Archive, CPPA-B), installées à Buéa.
- 6 décembre : loi interdisant la photographie dans les tribunaux en France ; seul le dessin de presse est autorisé[1].

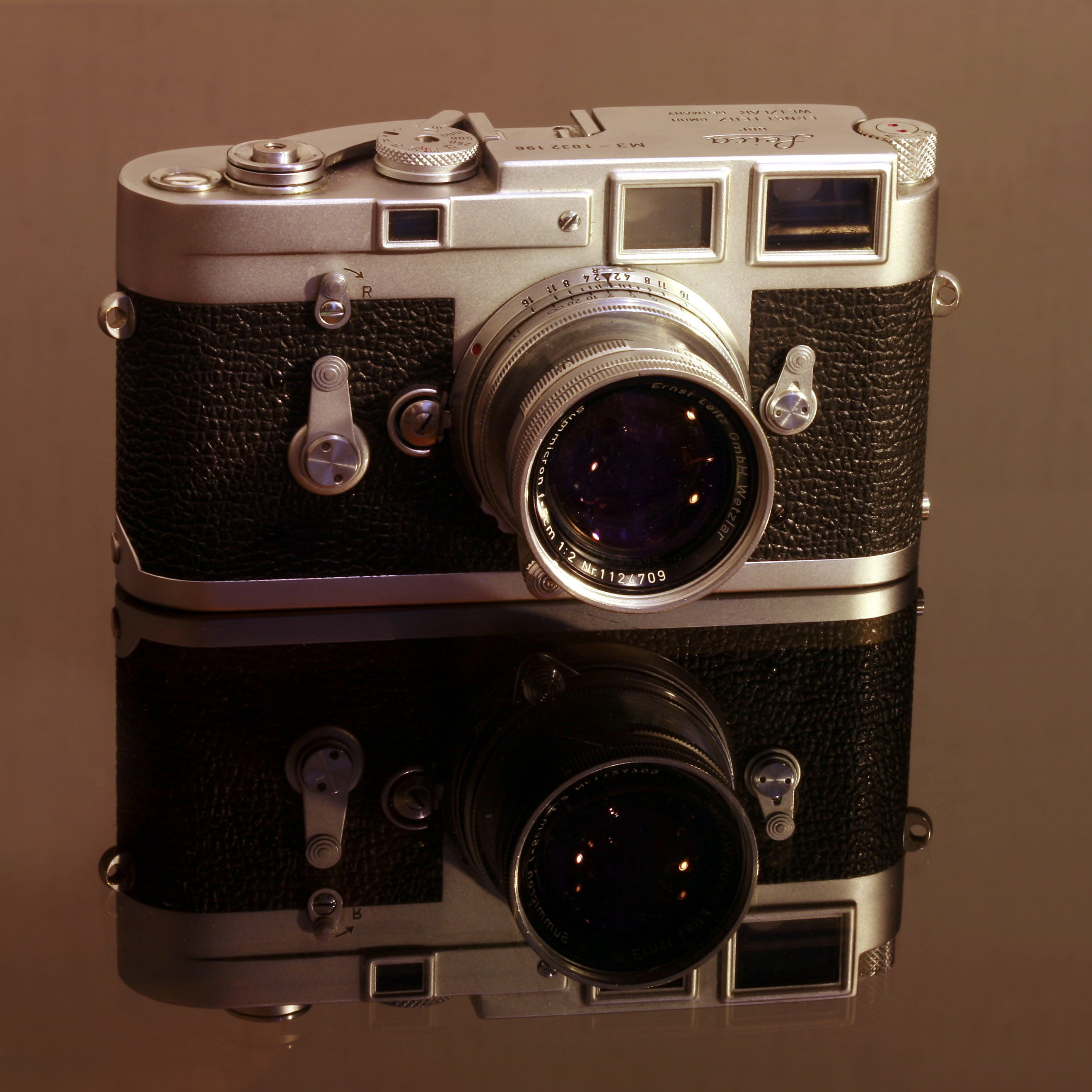
Leica M3.

- Leica commercialise la gamme d'appareils photographiques télémétriques Leica M (pour Messsucher : télémètre) ; le premier est le Leica M3 avec une monture d'objectif à baïonnette.
- James Stewart qui joue un rôle de photographe dans le film Fenêtre sur cour d'Alfred Hitchcock, utilise un appareil Exakta VX fabriqué par la firme allemande Ihagee.

## Photographies notables
- Henri Cartier-Bresson, Rue Mouffetard, Paris (en).

## Livres de photographies
- Henri Cartier-Bresson : 
  - Danses à Bali, Paris, Delpire (collection Huit).
  - D'une Chine à l'autre, texte de Jean-Paul Sartre, Paris, R. Delpire, coll. « Collection Neuf » (no  14)[2].
- Willy Ronis : Belleville Ménilmontant, textes de Pierre Mac Orlan, Paris, Éditions Arthaud (collection "Les imaginaires", 2).
- Gotthard Schuh, Îles des dieux : Java, Sumatra, Bali, Lausanne, éditions Clairefontaine.

## Études, essais, articles
- Lucien Lorelle, Traité pratique de la prise de vue en couleurs pour la photographie et le cinéma, Paris, P. Montel, 167 p.

## Expositions
- mars - juin : Le Cerf-voliste Arthur Batut, créateur de la photographie aérienne automatique et la photographie aérienne, Musée Goya, Castres.

## Festivals et congrès photographiques
- octobre - novembre : 9e Salon national de la photographie, Bibliothèque nationale, Paris[3],[4].

## Prix et récompenses
- Prix Pulitzer de photographie : Virginia Schau (en),  photographe amateure pour la photographie Rescue on Pit River Bridge, publiée dans The Akron Beacon Journal ; elle montre une opération de sauvetage des deux occupants de la cabine d'un semi-remorque qui avait basculé d'un pont à Redding en Californie. Schau est la première femme à recevoir le prix[5],[6].
- Prix de la Société de photographie du Japon : plusieurs photographes, dont Ihei Kimura, Yōnosuke Natori, Kiyoshi Nishiyama, Yasuzō Nojima, Kōyō Okada

## Naissances
- 2 janvier : Michel Janvier, illustrateur, lettreur de bande dessinée et photographe français.
- 5 janvier : Karen Knorr, photographe américaine.
- 8 janvier : Alain Turpault, photographe français.
- 11 janvier : Hervé Perdriolle, artiste et photographe français.
- 17 janvier : Ellen von Unwerth, photographe allemande.
- 19 janvier : Cindy Sherman, photographe américaine.
- 21 janvier : Claude Pauquet, photographe français.
- 29 janvier : Christine Denis-Huot, photographe animalière française.
- 3 mars : Jim Sumkay, photographe belge.
- 15 mars : Jean-François Chevrier, historien de l'art français spécialiste de photographie, fondateur de la revue Photographies.
- 24 mars : 
  - Damien Hustinx, photographe belge, mort le 20 octobre 2016.
  - Annie Wells, photographe américaine.
- 26 mars : Kōtarō Iizawa, critique de photographie japonais, historien de la photographie et éditeur de magazine, lauréat en 1987 du Prix de la Société de photographie du Japon.
- 27 mars : Sylvain Cazenave, photographe français.
- 3 avril  : Guy-Michel Cogné, journaliste, éditeur, fondateur de la revue Chasseur d'images, mort le 19 juin 2018.
- 4 avril : Yan Morvan, photographe français, mort le 20 septembre 2024.
- 6 avril : Michel Lagarde, photographe français, spécialiste du photomontage numérique.
- 23 avril : Faten Safieddine, artiste et photographe libanaise.
- 25 avril : João d'Orléans-Bragance, entrepreneur et photographe brésilien.
- 3 mai : Gérard Uféras, photographe français.
- 16 mai : François Lochon, photojournaliste, reporter de guerre et directeur d'agence photographique français.
- 20 mai : Jacques Pugin, photographe plasticien suisse.
- 24 mai : David Armstrong, photographe américain, mort le 26 octobre 2014.
- 29 mai : Tilmann Krieg, artiste et photographe allemand.
- 5 juin : Steven Meisel, photographe américain.
- 8 juin : Arnaud de Wildenberg, photographe et photojournaliste français, lauréat en 1980 du Grand prix Paris Match du photojournalisme.
- 13 juillet : Marie-Françoise Plissart, photographe et réalisatrice belge.
- 18 juillet : Takashi Amano, naturaliste et photographe japonais, mort le 4 août 2015.
- 26 juillet : Jean-Louis Courtinat, photographe social français, lauréat en 1991 du prix Niépce.
- 30 juillet : 
  - Patrick Faigenbaum, photographe français.
  - Michael Wolf, artiste et photographe allemand, mort en avril 2019.
- 6 août : 
  - Mitsuhiko Imamori, photographe japonais.
  - Bruno Mouron, photographe français.
- 13 août : Benoît Gysembergh, photojournaliste et photographe de guerre français, mort le 3 mai 2013.
- 23 août : Manoocher Deghati, photographe, photojournaliste et reporter de guerre franco-iranien.
- 30 août : Margret Storck, peintre et photographe allemande.
- 1er septembre : Philippe Bazin, photographe documentaire français, lauréat en 1999 du prix Niépce.
- 14 septembre : David Wojnarowicz, artiste et photographe américain, mort le 26 octobre 2014.
- 26 septembre : Sérgio Valle Duarte, artiste multimédia et photographe brésilien.
- 28 septembre : Patrick Tosani, photographe plasticien français, lauréat en 1997 du Prix Niépce.
- 11 octobre : Thomas Struth, artiste et photographe allemand.
- 30 octobre : Mario Testino, photographe de mode péruvien.
- 9 novembre : Tristan Jeanne-Valès, photographe français, mort le 17 août 2022.
- 14 novembre : Pierre Savatier, artiste et photographe français.
- 21 novembre : Pierrot Men, photographe malgache.
- 31 décembre : Pete Souza, photojournaliste américain.

- Date précise inconnue ou non renseignée :
  - Izima Kaoru, photographe japonais.
  - Keizō Kitajima, photographe japonais.
  - Joachim Mogarra, photographe espagnol.
  - Nian Zeng, photographe français, né en Chine.

## Décès
- 18 février : Joan Vilatobà i Fígols, photographe pictorialiste espagnol, né en 1878 ou 1879.
- 24 février : Josef Jindřich Šechtl, photographe tchèque, né le 9 mai 1877
- 3 avril : Tomás Camarillo, photographe et réalisateur espagnol, né le 29 décembre 1879.
- 30 avril : Fernand Detaille, illustrateur et photographe français, né le 22 septembre 1875.
- 3 mai : Attilio Prevost, entrepreneur, journaliste et photographe italien, né le 6 septembre 1890.
- 16 mai : Werner Bischof, photographe et photojournaliste suisse, un des premiers photographes de l'agence Magnum, né le 26 avril 1916.
- 25 mai (tué pendant la guerre d'Indochine) : Robert Capa[7], photographe et correspondant de guerre franco-américain d'origine hongroise, né le 22 octobre 1913.
- juillet (porté disparu après avoir été fait prisonnier au cours de la bataille de Dien Bien Phù) : Jean Péraud, photographe de guerre français, né le 10 août 1925.
- 8 décembre : Claude Cahun, artiste et photographe française, liée au surréalisme, née le 25 octobre 1894.

- Date précise inconnue ou non renseignée :
  -  Yannakis Manákis, photographe macédonien, né en 1878.

## Célébrations
Bicentenaire de naissance
- Gilles-Louis Chrétien

Centenaire de naissance
- Domenico Anderson
- Gambier Bolton
- George Davison
- Eugène Dorsène
- George Eastman
- Auguste Jouve
- Marie Hartig Kendall
- Geraldine Moodie
- Antonin Personnaz
- Maruki Riyō
- Adrien Soret
- Mishima Tokiwa